# Tahua
Tahua es una localidad y municipio del sudoeste de Bolivia, ubicado de la provincia de Daniel Campos, en el departamento de Potosí. Se encuentra a aproximadamente 200 km al oeste de la capital departamental, la ciudad de Potosí y a 120 km de Uyuni a través del Salar del mismo nombre.

## Etimología
Según el investigador Adelio López Flores, originario de la región, el nombre Tahua proviene de los tahuanacas, un grupo étnico que habitaba las faldas del cerro Tunupa y las orillas del Gran Salar de Tunupa (Salar de Uyuni), en el Altiplano boliviano. Este grupo se asentó en el área donde actualmente se encuentran poblaciones como Tahua, Vinto, Coqueza, Ayque, Caquena, entre otras. Con la llegada de los colonizadores españoles, los habitantes de esta región comenzaron a ser denominados tahua o tahueños, dando origen al nombre actual del pueblo.

## Historia
El municipio de Tahua fue creado mediante la ley Nº 129 del 13 de diciembre de 1961, emitida durante el gobierno de Víctor Paz Estenssoro, e incluyendo los cantones de Tahua, Coquesa, Ayque, Cacoma, Yonza y Cakena.

## Relieve topográfico
Terreno inclinado con pendiente poco pronunciada, con ondulaciones sinuosas suaves. Por un costado del pueblo, pasa un río efímero y en los sectores fuera de la población el terreno es accidentado, teniendo serranías con pendientes pronunciadas en el sector Sureste.
Se sitúa a 3,707 m s. n. m.

## Clima
La altitud del altiplano incide en gran manera en las condiciones atmosféricas: el aire es enrarecido y diáfano, haciendo que la insolación y la irradiación sean altas; la humedad, baja y la difusión del calor, reducida. La temperatura, con exposición al sol, es alta, mientras que es baja a la sombra.
La comunidad presenta un clima árido y frío. El régimen térmico se caracteriza por una temperatura media anual de unos 8.5 °C, media de máximas de 18 °C y media de mínimas de 1 °C. Las precipitaciones son escasas, con un valor medio anual de 191 mm, y se presentan desde el mes de diciembre a marzo, alcanzando en enero los valores máximos. La evapotranspiración es muy alta, existiendo un déficit de humedad durante todo el año. Las heladas ocurren en cualquier época, pero con mayor incidencia en los meses de mayo a agosto.

## Demografía
De acuerdo con el censo boliviano de 2024, la población del municipio de Tahua es de 1 561 habitantes.
La población del municipio aumentó sólo ligeramente entre 1992 y 2024:
| Año  | Habitantes (municipio) | Fuente |
| ---- | ---------------------- | ------ |
| 1992 | 1 497                  | Censo  |
| 2001 | 2 166                  | Censo  |
| 2012 | 1 700                  | Censo  |
| 2024 | 1 561                  | Censo  |

La población de la cabecera municipal (2011) es de 265 habitantes, agrupada en 96 familias. Según la información intercensal 1992 - 2001, la tasa de crecimiento anual es del 3.99 %.

## Actividades económicas
La principal actividad económica es la agricultura y la cría de camélidos (llamas).
Como actividad secundaria se ocupan del turismo, existen algunos albergues simples. 
Muchas familias han migrado, dejando sus casas desocupadas. Es posible que una parte de estas familias, de mejorar las condiciones de vida y posibilidades de ocupación, regresen.

## Viviendas
La calidad de las viviendas en Tahua es regular. La mayoría de sus casas están construidas de adobe y tienen una distribución de ambientes con regular funcionalidad, teniendo un patio en la parte central. 
El baño y cocina generalmente están fuera del módulo de la vivienda. Los materiales de construcción en orden de frecuencia de utilización son: Cimientos y sobrecimientos son de piedra y barro, con un bajo porcentaje den hormigón ciclópeo y mampostería en seco. Muros de adobe y/o ladrillo. Cubiertas de calamina, teja y paja. Revoque interior con yeso y barro. Revoque exterior con barro y cal/cemento. Existe pinturas interior y exterior en pocos casos. Pisos de cemento y tierra.

## Atractivos turísticos
Los principales atractivos turísticos de la localidad y alrededores son:
- Museo de Chantani: El museo se divide en dos sectores, uno dedicado a la exposición de materiales antiguos y más recientes como vajillas, utensilios para la cocina y la vida cotidiana, vestimentas, herramientas para trabajar la tierra, cocinas antiguas y de épocas más recientes. Un segundo sector donde se exponen figuras de animales armadas en piedra y expuestas al aire libre. El sitio se presenta como un zoológico inanimado, sitio ideal para niños.

- Iglesia de Tahua: Iglesia ubicada en las orillas del Salar. Es interesante por su ubicación y su amplia plaza. La Iglesia de Tahua mantiene su estilo original, de iglesia de la época Colonial. En los años 90 ha sido reconstruido el campanal siguiendo el estilo original, actualmente se encuentra en buen estado de conservación.

- Momias de Coqueza: Las Momias de Coqueza están ubicadas en una gruta ofreciendo un aspecto auténtico de los fósiles humanos y los otros objetos que se exponen como patrimonio arqueológico (vajillas, utensilios de uso cotidiano). En el ascenso al mirador y observatorio se han registrado especies de flora típica de la zona, pajonales, tólares.

- Mirador y observatorio astronómico del Volcán Tunupa: La zona donde se ubican el mirador y el observatorio astronómico es en las faldas del Volcán, ofreciendo una mirada hacia el Salar y sus islas, y por otro lado hacia las cimas de cerro. El observatorio es activado en las noches, es una actividad que la comunidad de Coqueza ha complementado al recorrido turístico. En el ascenso la Volcán Tunupa se encuentran diferentes pisos ecológicos que en las especies de flora se caracterizan por tholares, pajonales y cactáceas que se ubican entre los 3600 y 4700 m s. n. m. Las especies de fauna se identifican especies de aves como cóndores y águilas a los 4700 y 5000 m s. n. m. El mirador y el observatorio permiten articular el sendero que sube al Volcán Tunupa, ofreciendo la posibilidad de realizar fotografías, paseos aptos para toda edad, áreas de descanso y pícnic. El observatorio permite observar a través de un telescopio, las constelaciones y los astros. El ascenso al Volcán Tunupa, ofrece la posibilidad de observar el Salar desde sus alturas, su entorno natural y los diferentes pisos ecológicos.

- Nayra Pukara y cavernas de Ayque: El Nayra Pukara presenta un conjunto de pukaras y restos de fósiles humanos y vajillas pertenecientes a civilizaciones antiguas, cultura de Atacama y Tiawanacota (no se tienen informaciones más específicas). Gracias a la ubicación y a su altitud, se puede apreciar la vista del Salar, y sus islas.

- Sendero Inca: El Sendero Inca cruza los cerros, desde la comunidad de Tahua hasta la comunidad de Chillguilla, permitiendo caminar entre los cerros, que se caracterizan por su flora, en particular especies cactáceas y la vista hacia el Salar. El nombre del sendero se debe a los restos incaicos que se pueden observar, a lo largo del sendero se notan restos de gradas y muros construidos con piedras que delimitan el sendero. Las especies de flora más características de la zona son las cactáceas.

- Pukara Marka: Es un sitio habitacional fortificado, perteneciente a la civilización de los Killacas que señoreó entre los años 1200 -1450 d. C. Tiene abundantes estructuras de piedra de plantas ovoides o circulares que sirvieron como silos o depósitos de diferentes tipos de alimentos. Gracias a la altura de la ubicación de la Pukara, se puede apreciar la vista hacia el Volcán de Tunupa y sus islas. Como flora en la zona se han registrado especies cactáceas que caracterizan los cerros de Pukara.

- Cueva de Chiquini: La Cueva de Chiquini es una cueva con interesantes formaciones geomórficas (no existen estudios espeleológicos). El espacio interno es limitado y por sus formaciones muy delicado.